# Europe-Israel Tower
Europe-Israel Tower (hebr. מגדל אמות השקעות, Migdal Emut Aszka'ot) – biurowiec w osiedlu Ha-Cafon ha-Chadasz we wschodniej części miasta Tel Awiw, w Izraelu. Budynek zdobył kilka architektonicznych nagród, tak lokalnych w Izraelu, jak i międzynarodowych.

## Historia

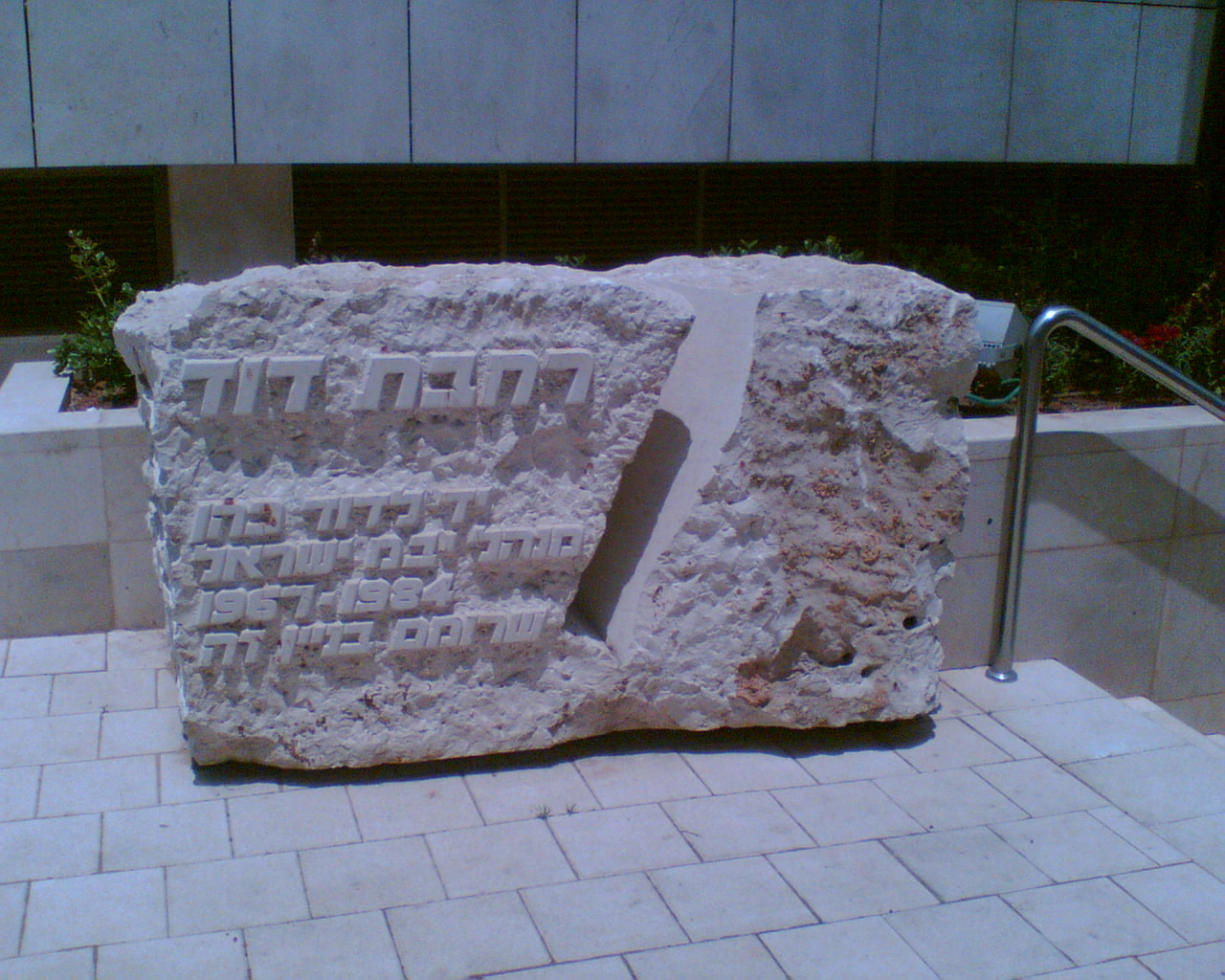
Pomnik Davida Cohena, dyrektora generalnego IBM

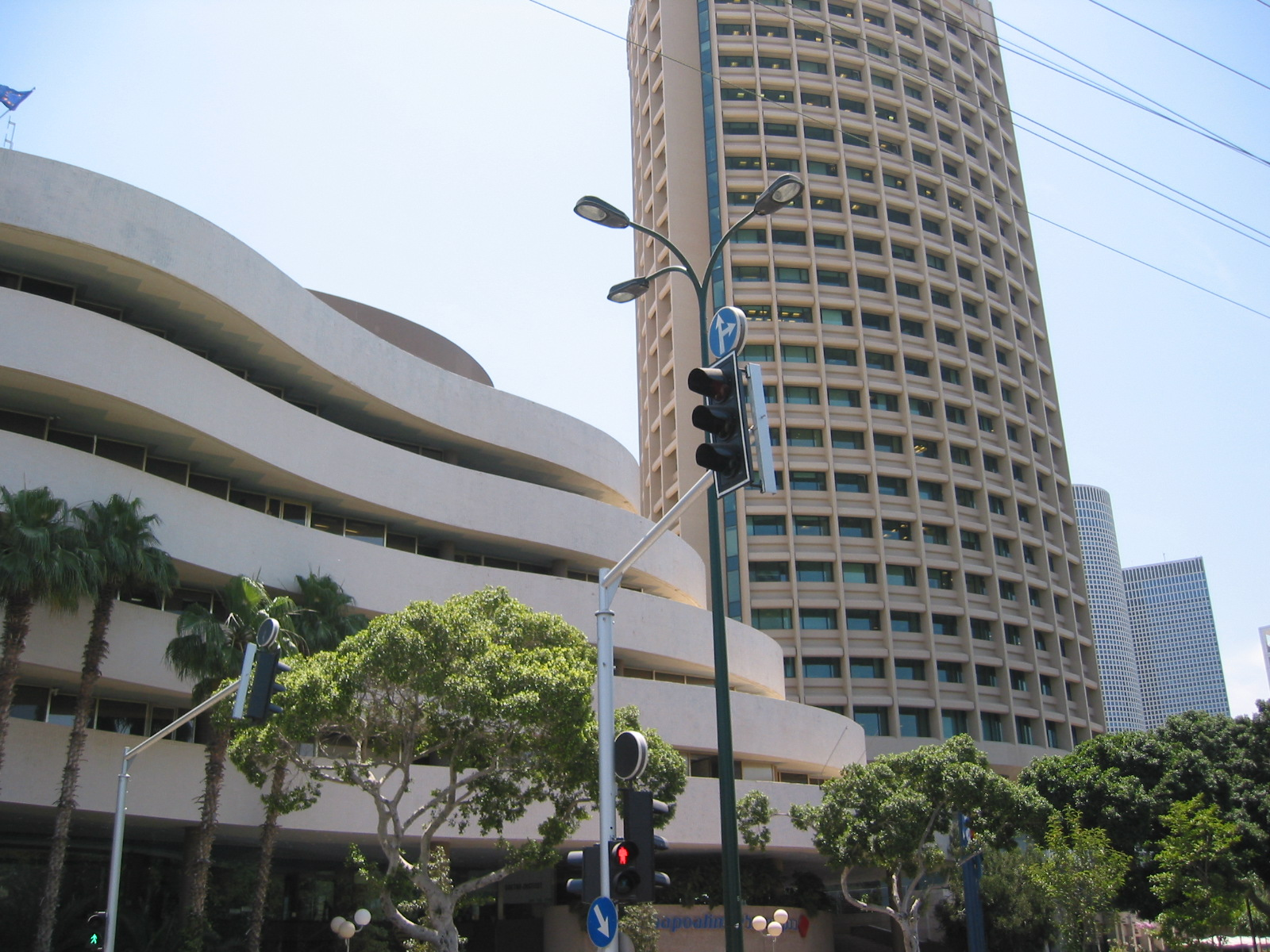
Biurowce Europe-Israel Tower i Dom Azji

Budynek został zaprojektowany przez architektów Abrahama Yaski i Yossi Sivana jako siedziba korporacji IBM. Nowoczesna architektura wieżowca miała odzwierciedlać styl firmy IBM, która wdraża najnowsze osiągnięcia w świecie technologii komputerowych. Budowę biurowca rozpoczęto w 1977, i ukończono po 27 miesiącach prac w 1979. Betonowy szkielet każdego piętra budowano przez 9 dni.
W 1999 IBM odsprzedała biurowiec firmie Europe-Israel Company za kwotę 50 milionów USD.
W 2000 przeprowadzono przebudowę budynku według projektu architekta Shlomo Gertnera. Dostosowano wówczas biurowiec do potrzeb wielu niewielkich firm prawniczych, które mogą wynajmować pomieszczenia w wieżowcu. Stworzono również dolne piętro handlowe, z wychodzącymi na ulicę szerokimi tarasami z zielenią. Przebudowa kosztowała 20 mln USD.

## Dane techniczne
Budynek ma 24 kondygnacji i wysokość 95 metrów.
Wieżowiec wybudowano w stylu modernistycznym. Wzniesiono go z betonu, stali i szkła. Elewacja jest wykonana z płytek ceramicznych w kolorach zielonym i jasnym brązie. Budynek ma kształt trójkąta o zaokrąglonych bokach, pomiędzy którymi umieszczono przeszklone pionowe ciągi wind. Całość architektonicznej kompozycji podkreśla pionowe linie, w kontraście do linii poziomych sąsiedniego biurowca Domu Azji. Kratownica okien miała w założeniu przypominać klawiaturę komputera IBM.
Budynek ma bezpośrednie połączenie z sąsiednim Domem Azji.
Wieżowiec jest wykorzystywany jako biura do wynajęcia. W części podziemnej znajduje się trzypiętrowy parking dla samochodów.